# Orchestre symphonique de Harbin
L'Orchestre symphonique de Harbin (哈尔滨交响乐团 en chinois) est un des plus anciens orchestres symphoniques chinois, basé à Harbin. Son directeur musical est Tang Muhai.

## Histoire
En avril 1908, l'Orchestre des troupes russes du chemin de fer TRANS-AMUR a joué Ouverture solennelle 1812 de Tchaikovsky à Harbin. L'orchestre a été dénommé l'Orchestre du club de Chemin de fer de l’Est chinois avec ses musiciens russes et considéré comme le premier orchestre symphonique en Chine.
L'Orchestre symphonique de Harbin a été fondé sur l'Orchestre du club de Chemin de fer de l’Est chinois.
En 2011, l'Auditorium de Harbin est devenu la résidence de l'orchestre. Un orchestre de chambre a aussi été fondé cette année.

## Collaborations
L'orchestre a collaboré avec les musiciens suivants:
- Zubin Mehta,
- Anatoly Levin,
- Alexey Pograd,
- Zheng Xiaoying,
- Tang Muhai,
- Chen Xieyang,
- Li Xincao,
- Yang Yang,
- Cai Jindong

## Direction
- Directeur artistique :  Tang Muhai
- Directeur général : Qu Bo
- Chef d'orchestre : Yu Xuefeng
- Chef d'orchestre invité : Harmen Cnossen